# حدأة رمادي الرأس
حدأة رمادي الرأس (الاسم العلمي: Leptodon cayanensis) هو نوع من فصيلة بازية.